# Списък на основателите на световните религии
Смята се, че изброените по-долу личности са основали основните религии на Земята, или са били първите кодификатори на по-стари традиции.
Липсата на дадена религия не означава, че тя не е световна. Индуизмът и шинтоизмът например нямат едноличен основател.
- Авраам (юдаизъм) (Авраам е също ключова фигура в християнството и исляма)
- Бахаулла (бахайска вяра)
- Зороастър (зороастризъм)
- Исус Христос (християнство) (Исус присъства и в исляма и е наричан на арабски Иса)
- Конфуций (конфуцианство)
- Лао Дзъ (таоизъм) (или Жълтият император и Джуан Дзъ)
- Мани (манихейство)
- Махавир (джайнизъм)
- Мо Дзъ (моизъм)
- Мохамед (ислям)
- Нанак (сикхизъм)
- Сидхарта Гаутама (будизъм)
- Бхактиведанта Свами Прабхупада (кришна-съзнание)